# A me mi piace vivere alla grande/Non si sa mai
A me mi piace vivere alla grande/Non si sa mai è il primo singolo di Franco Fanigliulo, uscito nel 1979 per la casa discografica Ascolto.

## Descrizione
Nel gennaio 1979 Franco Fanigliulo propone al Festival di Sanremo la canzone A me mi piace vivere alla grande, scritta da Daniele Pace, Oscar Avogadro, Franco Fanigliulo e Riccardo Borghetti, che si aggiudica il 6º posto. Il brano Non si sa mai è invece scritto da Fanigliulo e Borghetti.
Il brano viene inciso su 45 giri e su Lp.

## Tracce
LATO A
1. A me mi piace vivere alla grande – 3:24 (testo: Oscar Avogadro[2] – musica: Daniele Pace, Riccardo Borghetti, Franco Fanigliulo)

LATO B
1. Non si sa mai – 5:27 (testo: Riccardo Borghetti, Franco Fanigliulo – musica: Riccardo Borghetti, Franco Fanigliulo)